# 千岁饴
千岁饴（日语：／ Chitose-ame */?），是日本在七五三节的时候，父母为了保佑自己家的小孩儿长寿而给他们吃的一种糖。
千岁饴呈细长型，直径大致在15mm以内，长度在1m以内，染成红色或是白色。不論從哪邊開始吃，斷面的圖案都會維持一致，因而得名。通常装在绘有仙鹤、乌龟或是松竹梅等吉祥圖案的千岁饴口袋里。千岁饴大约是在日本的江户时代的元禄（1688年-1704年）、宝永（1704年-1710年）年间，由位于浅草的水果糖店七兵卫开始销售的。日本全国的各家糖果店都会在七五三节前夕和当天售卖千岁饴。